# Toendzja (rivier)
De Toendzja (Bulgaars: Тунджа; Turks: Tunca) is een rivier in het zuidoosten van het Balkanschiereiland en de voornaamste zijrivier van de Maritsa. De rivier ontspringt in het Balkangebergte in Centraal-Bulgarije en mondt direct voorbij het Turkse Edirne uit in de Maritsa (ter plaatse: Meriç).
De rivier heeft een lengte van 390 km en een stroomgebied van 8.150 km²: 7.884 km² in Bulgarije en 266 km² in Turkije. Over een korte afstand vormt de Toendzja de Bulgaars-Turkse grens.
De rivier stroomt in Bulgarije aanvankelijk in oostelijke richting om even voor Jambol af te buigen naar het zuiden. Jambol en Edirne zijn de belangrijkste steden aan de Toendzja.